# Кубок Болгарії з футболу 1969—1970
Кубок Болгарії з футболу 1969—1970 — 30-й розіграш кубкового футбольного турніру в Болгарії. Титул вдесяте здобув Левські-Спартак (Софія).

## 1/16 фіналу
| Команда 1                  | Рахунок       | Команда 2                        |
| -------------------------- | ------------- | -------------------------------- |
| Міньор (Рудозем)           | 1:0           | Мариця (Пловдив)                 |
| Арда (Кирджалі)            | 1:0           | Локомотив (Пловдив)              |
| Панайот Волов (Шумен)      | 1:0           | Дунав (Русе)                     |
| Сливен                     | 0:0 пен. 5:5* | Берое (Стара Загора)             |
| Міньор (Чипровці)          | 0:0 пен. 1:3  | Ботев (Враца)                    |
| Гігант (Белене)            | 2:2 пен. 6:7  | Перник                           |
| Червено знаме (Павликени)  | 1:2           | Етир (Велико-Тирново)            |
| Металург (Єлисейна)        | 1:2           | Академік (Софія)                 |
| Локомотив (Бургас)         | 0:1           | Чорноморець (Бургас)             |
| Ботев (Благоєвград)        | 1:1 пен. 4:5  | Марек (Станке Димитров)          |
| ЖСК-Спартак (Варна)        | 1:2           | Черно море (Варна)               |
| Локомотив (Русе)           | 0:2           | Спартак (Плевен)                 |
| ЖСК-Славія (Софія)         | 6:1           | Міньор (Бухово)                  |
| Юрій Гагарін (Новий Іскир) | 0:7           | Левські-Спартак (Софія)          |
| Бенковські (Негованці)     | 0:5           | ЦСКА Септемврійско знаме (Софія) |
| Авіотехнік (Пловдив)       | 1:5           | Тракія (Пловдив)                 |

* - переможця було визначено за допомогою жеребкування.

## 1/8 фіналу
| Команда 1                        | Рахунок | Команда 2               |
| -------------------------------- | ------- | ----------------------- |
| ЦСКА Септемврійско знаме (Софія) | 5:0     | Міньор (Рудозем)        |
| Левські-Спартак (Софія)          | 4:0     | Арда (Кирджалі)         |
| Тракія (Пловдив)                 | 3:1     | Сливен                  |
| Спартак (Плевен)                 | 1:0     | Перник                  |
| Чорноморець (Бургас)             | 1:2     | Етир (Велико-Тирново)   |
| Черно море (Варна)               | 2:1     | Академік (Софія)        |
| Ботев (Враца)                    | 2:3     | Марек (Станке Димитров) |
| ЖСК-Славія (Софія)               | 2:1     | Панайот Волов (Шумен)   |

## 1/4 фіналу
| Команда 1                        | Рахунок | Команда 2               |
| -------------------------------- | ------- | ----------------------- |
| ЦСКА Септемврійско знаме (Софія) | 5:1     | Спартак (Плевен)        |
| Левські-Спартак (Софія)          | 5:1     | Марек (Станке Димитров) |
| Черно море (Варна)               | 3:1     | Тракія (Пловдив)        |
| ЖСК-Славія (Софія)               | 2:1     | Етир (Велико-Тирново)   |

## 1/2 фіналу
| Команда 1                        | Рахунок | Команда 2          |
| -------------------------------- | ------- | ------------------ |
| ЦСКА Септемврійско знаме (Софія) | 4:0     | Черно море (Варна) |
| Левські-Спартак (Софія)          | 2:0     | ЖСК-Славія (Софія) |

## Фінал
| 25 серпня 1970 |

| Левські-Спартак (Софія) | 3:0      | ЦСКА Септемврійско знаме (Софія) |
| ----------------------- | -------- | -------------------------------- |
| Панов 11' Веселинов 46' | Протокол | Б.Станков 71'                    |

| «Васил Левський», Софія Глядачів: 46 000 Арбітр: Деян Начев |